# Isòtops del gadolini
El gadolini (Gd) natural es compon de sis isòtops estables, el 154Gd, el 155Gd, el 156Gd, el 157Gd, el 158Gd i el 160Gd, i un radioisòtop, el 152Gd, sent el 158Gd el més abundant amb una abundància natural del 24,84%. S'ha predit una doble emissió beta per al 160Gd que encara no s'ha observat mai (només s'han establert experimentalment el límits més baixos del seu període de semidesintegració de més d'1,3×1021 anys).
S'han caracteritzat vint-i-nou radioisòtops, sent el 152Gd amb un període de semidegintegració d'1,08×10¹⁴ anys i que presenta emissió alfa, i el 150Gd amb un període de semidesintegració d'1,79×10⁶ anys. Ala resta d'isòtops radioactius tenen períodes de semidesintegració menors de 74,7 anys. La majoria d'ells tenen períodes de semidesintegració inferiors a 24,6 segons. El gadolini presenta 4 isòmers nuclears, els més estables dels quals són el 143mGd (T½=110 segons), el 145mGd (T½=85 segons) i el 141mGd (T½=24,5 segons).
El mode de desintegració primari abans de l'isòtop estable més abundant, el 158Gd, és la captura electrònica, i després l'emissió beta. El producte de desintegració primari abans del 158Gd són isòtops de l'element 'Eu (europi) i després isòtops de l'element Tb (terbi).
El Gadolini-153 té un període de semidesintegració de 240,4±10 dies i emet radiació gamma amb pics forts a 41 keV i 102 keV. S'usa com a font de raigs gamma en absorciometria de raigs X o en mesuradors de la densitat òssia en els estudis d'osteoporosi.

Massa atòmica estàndard: 157.25(3) u

## Taula
| Símbol del núclid | Z(p)                | N(n)                | massa isotòpica(u)  | període de semidesintegració | Espín nuclear | composició isotòpics representativa (fracció molar) | rang de variació natural (fracció molar) |
| Símbol del núclid | energia d'excitació | energia d'excitació | energia d'excitació | període de semidesintegració | Espín nuclear | composició isotòpics representativa (fracció molar) | rang de variació natural (fracció molar) |
| ----------------- | ------------------- | ------------------- | ------------------- | ---------------------------- | ------------- | --------------------------------------------------- | ---------------------------------------- |
| 134Gd             | 64                  | 70                  | 133.95537(43)#      | 0.4# s                       | 0+            |                                                     |                                          |
| 135Gd             | 64                  | 71                  | 134.95257(54)#      | 1.1(2) s                     | 3/2-          |                                                     |                                          |
| 136Gd             | 64                  | 72                  | 135.94734(43)#      | 1# s [>200 ns]               |               |                                                     |                                          |
| 137Gd             | 64                  | 73                  | 136.94502(43)#      | 2.2(2) s                     | 7/2+#         |                                                     |                                          |
| 138Gd             | 64                  | 74                  | 137.94012(21)#      | 4.7(9) s                     | 0+            |                                                     |                                          |
| 138mGd            | 2232.7(11) keV      | 2232.7(11) keV      | 2232.7(11) keV      | 6(1) µs                      | (8-)          |                                                     |                                          |
| 139Gd             | 64                  | 75                  | 138.93824(21)#      | 5.7(3) s                     | 9/2-#         |                                                     |                                          |
| 139mGd            | 250(150)# keV       | 250(150)# keV       | 250(150)# keV       | 4.8(9) s                     | 1/2+#         |                                                     |                                          |
| 140Gd             | 64                  | 76                  | 139.93367(3)        | 15.8(4) s                    | 0+            |                                                     |                                          |
| 141Gd             | 64                  | 77                  | 140.932126(21)      | 14(4) s                      | (1/2+)        |                                                     |                                          |
| 141mGd            | 377.8(2) keV        | 377.8(2) keV        | 377.8(2) keV        | 24.5(5) s                    | (11/2-)       |                                                     |                                          |
| 142Gd             | 64                  | 78                  | 141.92812(3)        | 70.2(6) s                    | 0+            |                                                     |                                          |
| 143Gd             | 64                  | 79                  | 142.92675(22)       | 39(2) s                      | (1/2)+        |                                                     |                                          |
| 143mGd            | 152.6(5) keV        | 152.6(5) keV        | 152.6(5) keV        | 110.0(14) s                  | (11/2-)       |                                                     |                                          |
| 144Gd             | 64                  | 80                  | 143.92296(3)        | 4.47(6) min                  | 0+            |                                                     |                                          |
| 145Gd             | 64                  | 81                  | 144.921709(20)      | 23.0(4) min                  | 1/2+          |                                                     |                                          |
| 145mGd            | 749.1(2) keV        | 749.1(2) keV        | 749.1(2) keV        | 85(3) s                      | 11/2-         |                                                     |                                          |
| 146Gd             | 64                  | 82                  | 145.918311(5)       | 48.27(10) d                  | 0+            |                                                     |                                          |
| 147Gd             | 64                  | 83                  | 146.919094(3)       | 38.06(12) h                  | 7/2-          |                                                     |                                          |
| 147mGd            | 8587.8(4) keV       | 8587.8(4) keV       | 8587.8(4) keV       | 510(20) ns                   | (49/2+)       |                                                     |                                          |
| 148Gd             | 64                  | 84                  | 147.918115(3)       | 74.6(30) a                   | 0+            |                                                     |                                          |
| 149Gd             | 64                  | 85                  | 148.919341(4)       | 9.28(10) d                   | 7/2-          |                                                     |                                          |
| 150Gd             | 64                  | 86                  | 149.918659(7)       | 1.79(8)E+6 a                 | 0+            |                                                     |                                          |
| 151Gd             | 64                  | 87                  | 150.920348(4)       | 124(1) d                     | 7/2-          |                                                     |                                          |
| 152Gd             | 64                  | 88                  | 151.9197910(27)     | 1.08(8)E+14 a                | 0+            | 0.0020(1)                                           |                                          |
| 153Gd             | 64                  | 89                  | 152.9217495(27)     | 240.4(10) d                  | 3/2-          |                                                     |                                          |
| 153m1Gd           | 95.1737(12) keV     | 95.1737(12) keV     | 95.1737(12) keV     | 3.5(4) µs                    | (9/2+)        |                                                     |                                          |
| 153m2Gd           | 171.189(5) keV      | 171.189(5) keV      | 171.189(5) keV      | 76.0(14) µs                  | (11/2-)       |                                                     |                                          |
| 154Gd             | 64                  | 90                  | 153.9208656(27)     | ESTABLE                      | 0+            | 0.0218(3)                                           |                                          |
| 155Gd             | 64                  | 91                  | 154.9226220(27)     | ESTABLE                      | 3/2-          | 0.1480(12)                                          |                                          |
| 155mGd            | 121.05(19) keV      | 121.05(19) keV      | 121.05(19) keV      | 31.97(27) ms                 | 11/2-         |                                                     |                                          |
| 156Gd             | 64                  | 92                  | 155.9221227(27)     | ESTABLE                      | 0+            | 0.2047(9)                                           |                                          |
| 156mGd            | 2137.60(5) keV      | 2137.60(5) keV      | 2137.60(5) keV      | 1.3(1) µs                    | 7-            |                                                     |                                          |
| 157Gd             | 64                  | 93                  | 156.9239601(27)     | ESTABLE                      | 3/2-          | 0.1565(2)                                           |                                          |
| 158Gd             | 64                  | 94                  | 157.9241039(27)     | ESTABLE                      | 0+            | 0.2484(7)                                           |                                          |
| 159Gd             | 64                  | 95                  | 158.9263887(27)     | 18.479(4) h                  | 3/2-          |                                                     |                                          |
| 160Gd             | 64                  | 96                  | 159.9270541(27)     | ESTABLE [>13E+20 a]          | 0+            | 0.2186(19)                                          |                                          |
| 161Gd             | 64                  | 97                  | 160.9296692(29)     | 3.646(3) min                 | 5/2-          |                                                     |                                          |
| 162Gd             | 64                  | 98                  | 161.930985(5)       | 8.4(2) min                   | 0+            |                                                     |                                          |
| 163Gd             | 64                  | 99                  | 162.93399(32)#      | 68(3) s                      | 7/2+#         |                                                     |                                          |
| 164Gd             | 64                  | 100                 | 163.93586(43)#      | 45(3) s                      | 0+            |                                                     |                                          |
| 165Gd             | 64                  | 101                 | 164.93938(54)#      | 10.3(16) s                   | 1/2-#         |                                                     |                                          |
| 166Gd             | 64                  | 102                 | 165.94160(64)#      | 4.8(10) s                    | 0+            |                                                     |                                          |
| 167Gd             | 64                  | 103                 | 166.94557(64)#      | 3# s                         | 5/2-#         |                                                     |                                          |
| 168Gd             | 64                  | 104                 | 167.94836(75)#      | 300# ms                      | 0+            |                                                     |                                          |
| 169Gd             | 64                  | 105                 | 168.95287(86)#      | 1# s                         | 7/2-#         |                                                     |                                          |